# Heiligenbronn (Schramberg)
Heiligenbronn ist ein Stadtteil von Schramberg im Landkreis Rottweil in Baden-Württemberg.

## Geographie
Heiligenbronn liegt neun Kilometer nordöstlich von Schramberg am Oberlauf der Eschach.

## Geschichte
Er hieß ursprünglich nach einer nahe gelegenen Burg „Lichtenau“. Im Mittelalter wurde er nach einer heilenden Quelle („heiliger Brunnen“) umbenannt. Unter dem neuen Namen wurde der Ort erstmals 1385 erwähnt. Um die Quelle entwickelte sich das Kloster Heiligenbronn, in dem heute die Behinderteneinrichtung Stiftung St. Franziskus untergebracht ist.

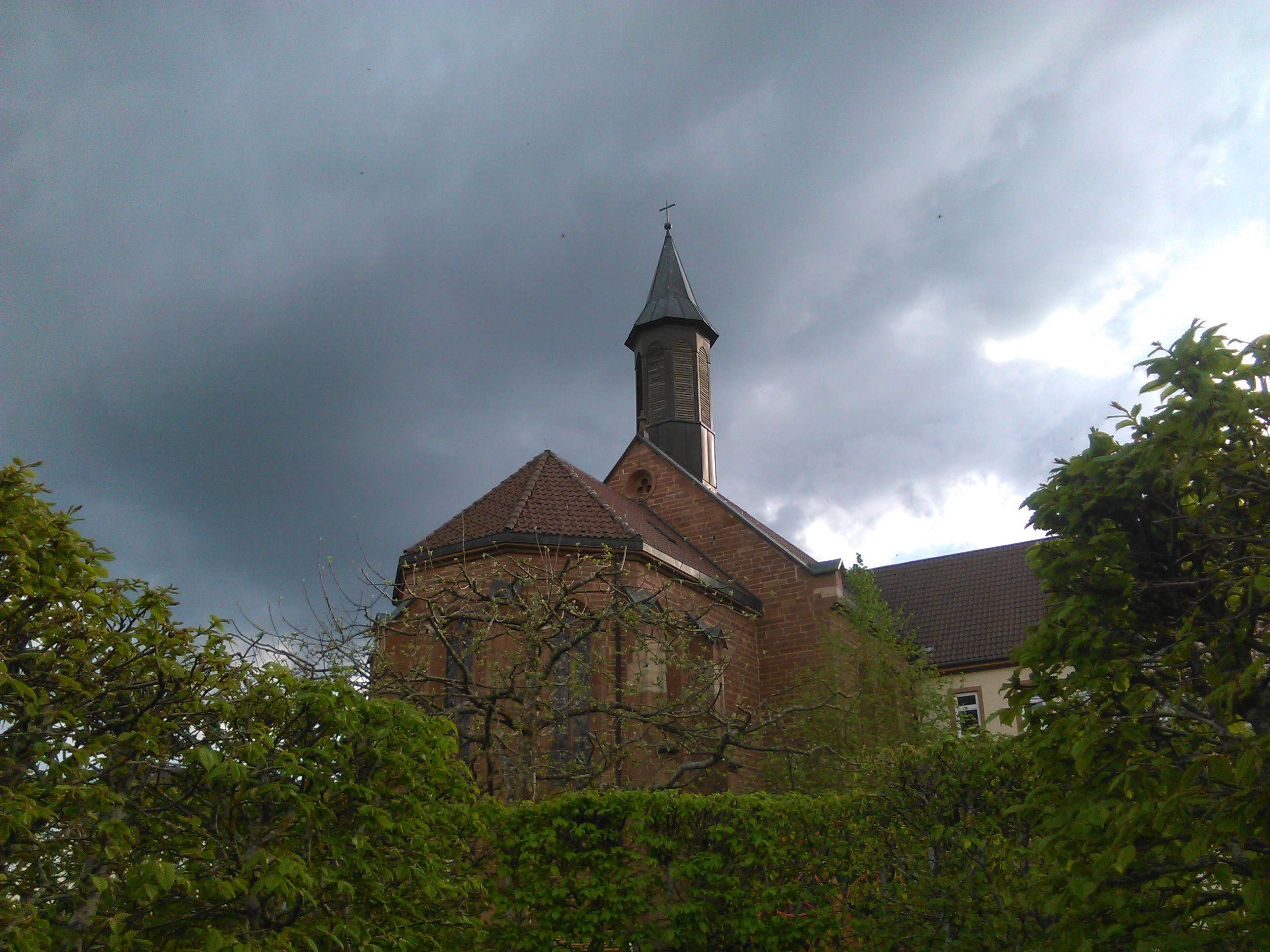
Klosterkirche St. Gallus

## Kultur und Sehenswürdigkeiten
In der katholischen Kirche von Heiligenbronn befinden sich Wandmalereien des niederländischen Malers Jan Verkade.